# Olmo (Alta Córsega)
Olmo é uma comuna francesa na região administrativa da Córsega, no departamento de Alta Córsega. Estende-se por uma área de 4,5 km². 